# Beameromyia occidentis
Beameromyia occidentis là một loài ruồi trong họ Asilidae. Beameromyia occidentis được Hardy miêu tả năm 1942. Loài này phân bố ở vùng Tân Bắc giới.